# Паркер-Сіті (Індіана)
Паркер-Сіті (англ. Parker City) — місто (англ. town) в США, в окрузі Рендолф штату Індіана. Населення — 1278 осіб (2020).

## Географія
Паркер-Сіті розташований за координатами 40°11′23″ пн. ш. 85°12′14″ зх. д. / 40.18972° пн. ш. 85.20389° зх. д. (40.189796, -85.203878).  За даними Бюро перепису населення США в 2010 році місто мало площу 1,47 км², уся площа — суходіл.

## Демографія
Згідно з переписом 2010 року, у місті мешкало 1419 осіб у 544 домогосподарствах у складі 372 родин. Густота населення становила 967 осіб/км².  Було 605 помешкань (412/км²).
Расовий склад населення:
| - 97,7 % — білих - 0,5 % — чорних або афроамериканців - 0,4 % — корінних американців |

До двох чи більше рас належало 1,4 %. Частка іспаномовних становила 0,4 % від усіх жителів.
За віковим діапазоном населення розподілялося таким чином: 25,3 % — особи молодші 18 років, 55,3 % — особи у віці 18—64 років, 19,4 % — особи у віці 65 років та старші. Медіана віку мешканця становила 40,5 року. На 100 осіб жіночої статі у місті припадало 86,5 чоловіків;  на 100 жінок у віці від 18 років та старших — 79,7 чоловіків також старших 18 років.
Середній дохід на одне домашнє господарство  становив 47 618 доларів США (медіана — 38 589), а середній дохід на одну сім'ю — 55 096 доларів (медіана — 49 911). Медіана доходів становила 38 235 доларів для чоловіків та 34 167 доларів для жінок. За межею бідності перебувало 18,3 % осіб, у тому числі 26,9 % дітей у віці до 18 років та 3,2 % осіб у віці 65 років та старших.
Цивільне працевлаштоване населення становило 631 осіб. Основні галузі зайнятості: освіта, охорона здоров'я та соціальна допомога — 24,6 %, виробництво — 17,4 %, роздрібна торгівля — 15,2 %.